# Bunisari (Agrabinta)
Bunisari is een bestuurslaag in het regentschap Cianjur van de provincie West-Java, Indonesië. Bunisari telt 2510 inwoners (volkstelling 2010).